# John Huxham
John Huxham, (1672-10 août 1768), est un médecin anglais notable pour ses publications sur plusieurs maladies, notamment la grippe.

## Biographie
Il naît près de Totnes dans le Devon et étudie à l'école de grammaire de Newton Abbot, puis à l'académie d'Exeter, à l'université de Leyde et enfin à l'Université de Reims.
Il retourne à Totnes et commence la pratique médicale peu après à Plymouth. Son démarrage est lent mais il finit par devenir un des praticiens les plus respectés de la ville.
En 1723, James Jurin, un des secrétaires de la Royal Society demande aux médecins équipés d'instruments météorologiques de conserver une trace journalière de leurs observations et de les envoyer chaque année à fin de conservation et d'analyse. Huxham commence ses observations en 1724. De 1728 à 1748 il collecte aussi des données épidémiologiques qu'il publie en deux volumes. Ces volumes sont traduits en plusieurs langues.
Huxham est l'un des premiers en Angleterre à étudier la grippe, il est aussi associé avec le scorbut et un traitement de cette maladie par l'absorption de cidre.
Il reçoit la médaille Copley pour ses expériences sur l'antimoine.